# Pointe-de-Sainte-Foy
La Pointe-de-Sainte-Foy est un des 35 quartiers de la ville de Québec, et un des sept qui sont situés dans l'arrondissement Sainte-Foy–Sillery–Cap-Rouge. Son nom provient du fait qu'il est situé à l'extrémité ouest de la colline de Québec, qui forme une pointe vers Cap-Rouge.

## Portrait du quartier

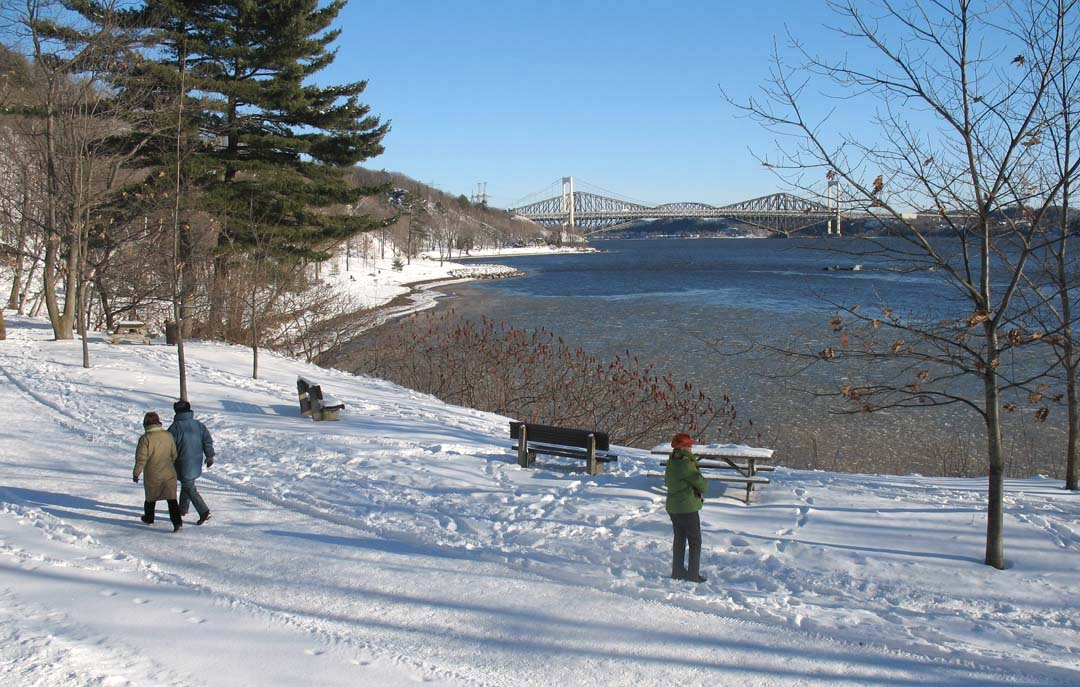
Parc de la Plage Jacques-Cartier

La Pointe-de-Sainte-Foy constitue la partie ouest de l'ancienne ville de Sainte-Foy. On y retrouve l'édifice doré du ministère du Revenu sur la rue Marly, la rue du Campanile avec ses boutiques au cachet unique et ses bâtiments de brique rouge. Le quartier est perché sur le plateau de Québec et ses flancs offrent une vue sur le fleuve Saint-Laurent, la vallée de la rivière du Cap Rouge, le quartier Cap-Rouge, ou encore les montagnes des Laurentides.
Le quartier est divisé entre un secteur développé dès les années 1950 et 1960, comprenant le boulevard Pie-XII et les rues à l'est de celui-ci, et un secteur développé plus récemment qui était autrefois occupé par un vaste boisé.
La partie la plus récente de la Pointe-de-Sainte-Foy comprend des plusieurs boisées, des condominiums et édifices à logements. La rue Pollack, du nom du propriétaire d'un verger existant jadis en ces lieux, est bordée de maisons construites en brique rouge presque toutes semblables. Des restes du verger agrémentent le parc.
Au conseil municipal de Québec, le quartier est représenté par les districts du Plateau et de Cap-Rouge.

### Artères principales
- Boulevard Pie-XII
- Chemin des Quatre-Bourgeois
- Chemin Sainte-Foy
- Chemin Saint-Louis
- Boulevard du Versant-Nord

### Parcs, espaces verts et loisirs

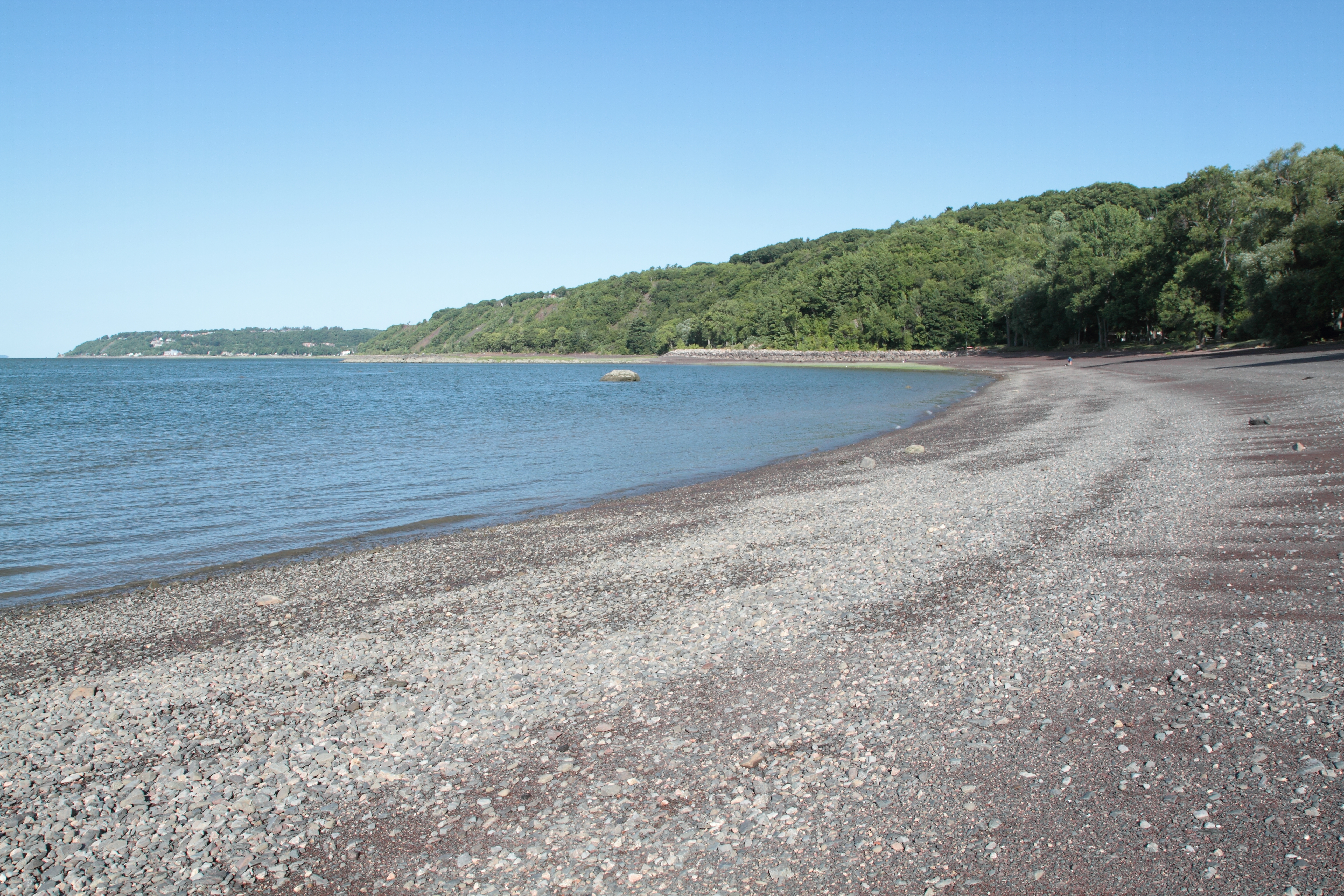
Parc de la Plage Jacques-Cartier

- Parc de la Plage Jacques-Cartier
- Boisé des Compagnons-de-Cartier
- Boisé de Marly
- Boisé Neilson
- Parc du Campanile
- Parc Saint-Benoît

### Édifices religieux

L'église Saint-Benoît-Abbé est située sur le chemin Sainte-Foy, à la frontière avec le quartier voisin du Plateau.

- Église Saint-Benoît-Abbé[1] (1967)

### Commerces et entreprises

La rue du Campanile, développée dans les années 1980

- La rue du Campanile est une courte rue commerciale bâtie dans un style qui rappelle les villes européennes.
- Carrefour La Pérade (centre commercial)

### Lieux d'enseignement
- Commission scolaire des Découvreurs:
  - Collège des Compagnons

### Autres édifices notables
- Siège de Revenu Québec
- Usine de traitement d'eau de Sainte-Foy

## Démographie
Lors du recensement de 2016, le portrait démographique du quartier était le suivant :
- sa population représentait 13,8 % de celle de l'arrondissement et 2,7 % de celle de la ville.
- l'âge moyen était de 53 ans tandis que celui à l'échelle de la ville était de 43,2 ans.
- 53,8 % des habitants étaient propriétaires et 46,2 % locataires.
- Taux d'activité de 48,5 % et taux de chômage de 6,2 %.
- Revenu moyen brut des 15 ans et plus : 48 711 $.

| 1996   | 2001   | 2006   | 2011   | 2016   | 2021   |
| ------ | ------ | ------ | ------ | ------ | ------ |
| 11 030 | 11 760 | 13 690 | 14 260 | 14 270 | 14 105 |